# منظومه (شعر)
منظومه به معنای سخنی است که به نظم آمده باشد، اما در معنای متداول به نوعی شعر روایی گفته می‌شود که معمولاً داستانی و طولانی است مانند افسانه سرودهٔ  نیما یوشیج و از ویژگی‌های رایج آن تعدد راوی است. منظومه‌های قدیم بیشتر در قالب مثنوی سروده شده‌است، مانند جمشید و خورشید یا وامق و عذرا. وجود مضامین مشابه در منظومه های پر شمار فارسی سبب شده‌است که بعضی از پژوهشگران برای سهولت بازشناسی و بررسی منظومه‌ها به جز نوع اصلی منظومه مانند حماسی، عاشقانه، تعلیمی، و جز اینها نوعی تقسیم‌بندی فرعی موضوعی برای آنها خصوصاً منظومه‌های سدهٔ نهم به بعد قائل شوند که اهم آنها از این قرار‌است: 
- وصف کشمیر به توصیف ابنیه و شوارع و باغ‌های کشمیر می‌پردازد و مربوط به سدهٔ دهم به بعد و دوره ای است که شمار فراوانی از شاعران ایرانی به هند رفتند و به دربار گورکانیان راه یافتند.
- قضا و قدر به نقش تقدیر و سرنوشت می پردازد و در عصر صفوی رواج یافت.
- سراپا به توصیف اعضا و اندام بدن معشوق می‌پردازد.
- سوز و گداز به شرح سوز درون و بیان تأثیر آتش عشق می پردازد و بیشتر جنبهٔ عرفانی دارد.
- حاتمیه به داستان‌های حاتم طایی و شرح بخشندگی‌ها و فضایل و صفات اخلاقی او می‌پردازد.[۱]

بعضی کتب علمی نیز مانند منظومه ملاهادی سبزواری در حکمت و منطق و الفیه در ادبیات عربی نام یا عنوان منظومه دارند.

## منبع
- شریفی، محمد (۱۳۸۷).  محمد‌رضا جعفری، ویراستار. فرهنگ ادبیات فارسی‌. تهران: فرهنگ نشر نو و انتشارات معین. شابک ۹۷۸-۹۶۴-۷۴۴۳-۴۱-۸.